# Saint-Sulpice (Oise)
Saint-Sulpice ist eine französische Gemeinde mit 1.066 Einwohnern (Stand 1. Januar 2022) im Département Oise in der Region Hauts-de-France. Die Gemeinde liegt im Arrondissement Beauvais und ist Teil der Communauté de communes Thelloise und des Kantons Chaumont-en-Vexin.

## Geographie
Die Gemeinde an der Bahnstrecke von Paris nach Beauvais und weiter nach Le Tréport im Pays de Thelle mit den Ortsteilen Les Godins, Le Val de l’Eau, Le Bout de Brie, Troussencourt, Crécy, La Haute Ville und La Grosse Saulx, liegt rund sieben Kilometer westnordwestlich von Noailles. Das Gemeindegebiet berührt im Westen die Autoroute A16. Auf dem Gemeindegebiet liegt der Bahnhof Saint-Sulpice-Auteuil.

## Einwohner
| 1962 | 1968 | 1975 | 1982 | 1990 | 1999 | 2006 | 2011 |
| ---- | ---- | ---- | ---- | ---- | ---- | ---- | ---- |
| 588  | 549  | 613  | 650  | 886  | 951  | 940  | 940  |

## Verwaltung
Bürgermeister (maire) ist seit 2008 André Mélique.

## Sehenswürdigkeiten
- Kirche Saint-Sulpice[1]

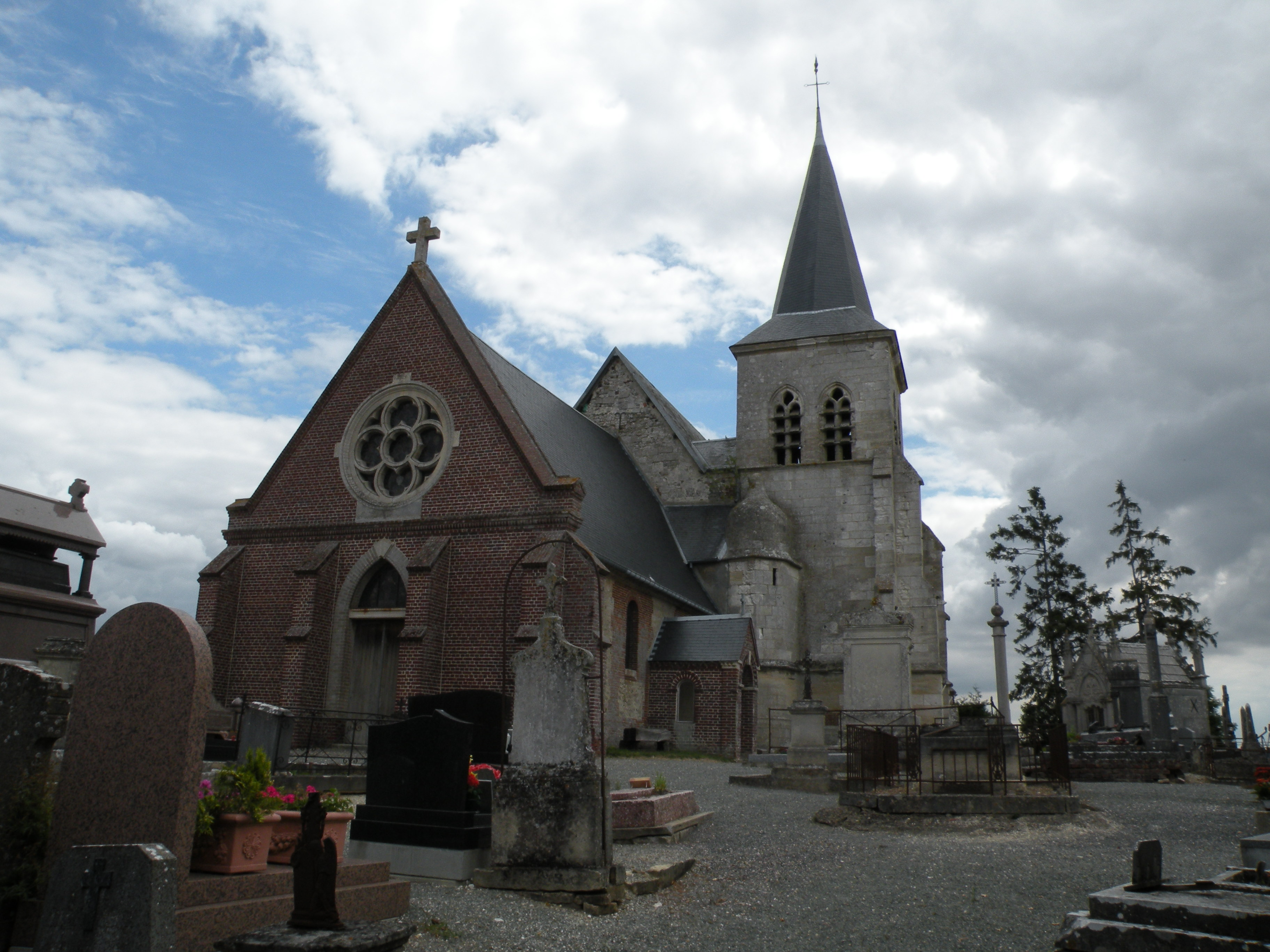
Kirche Saint-Sulpice

- Auf das 16. Jahrhundert zurückgehendes Schloss der Herren von Crécy, seit 1968 Sitz der Maison Familiale Rurale de Saint-Sulpice